# Pie VIII
Pour les articles homonymes, voir Castiglioni.
Francesco Saverio Castiglioni, né le 20 novembre 1761 à Cingoli (États pontificaux) et mort le 30 novembre 1830 à Rome (États pontificaux), est le 253e pape de l'Église catholique, élu le 31 mars 1829 sous le nom de Pie VIII (en latin Pius VIII, en italien Pio VIII). Il meurt un an et sept mois après son élection, faisant de son pontificat le plus court du XIXe siècle.

## Biographie
Né le 20 novembre 1761 à Cingoli dans une famille noble, Francesco Saverio Castiglioni est le troisième des huit enfants du comte Ottavio Castiglioni et de son épouse la comtesse Sanzia Ghislieri. 
Il effectue ses études au collège des jésuites d'Osimo. Puis, se destinant à la prêtrise, il poursuit une formation en droit canon à Bologne et enfin à Rome. Il prête alors son concours à l’un de ses maîtres, Devoti, qui travaille à cette époque à la constitution d'une compilation de textes juridiques. Il est ordonné prêtre le 17 décembre 1785.
Lorsque Devoti devient évêque d’Anagni, Francesco Castiglioni reste alors dans l'entourage du nouveau prélat, présidant le chapitre cathédral du diocèse. Il occupe ensuite la même charge dans l'évêché de Cingoli dirigé à cette époque par Monseigneur Severoli.
L’ensemble de la péninsule italienne entre sous la domination française. En 1800, le pape Pie VII nomme Francesco Castiglioni évêque de Montaldo. Ayant refusé de prêter serment à Napoléon Ier, roi d'Italie, le prélat est exilé à Mantoue puis est contraint finalement de rejoindre la France.
En 1816, il est nommé évêque de Césène et est créé cardinal-prêtre de Santa Maria in Traspontina par Pie VII. À partir de 1821, il devient cardinal-évêque de Frascati, grand pénitencier et préfet de la congrégation de l'Index.

### Pape de l'Église catholique

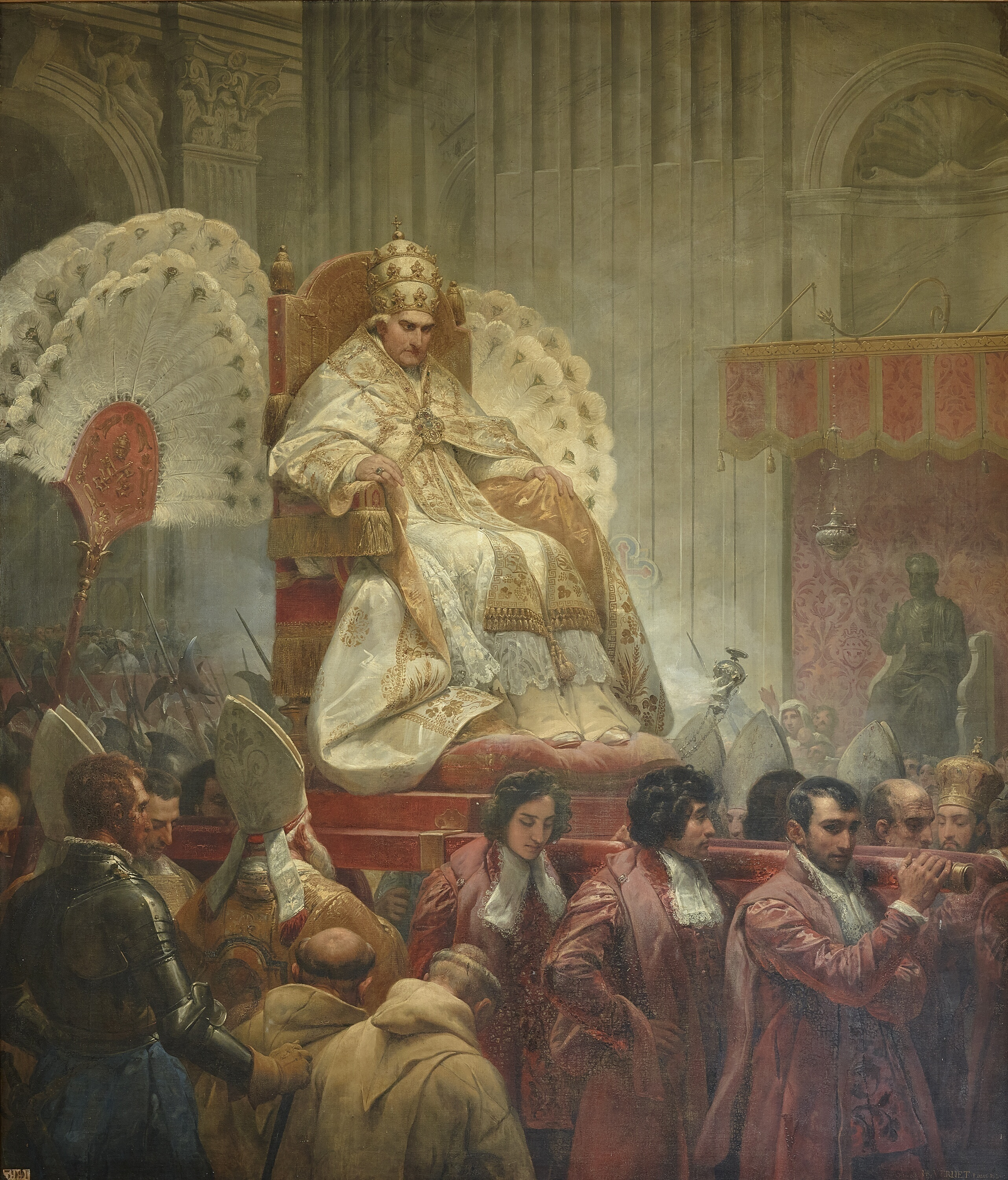
Pie porté dans la Basilique Saint-Pierre à Rome
Horace Vernet, 1829,
château de Versailles.

Après avoir été vainement candidat lors du conclave de 1823, qui voit l'élection de Léon XII, Castiglioni, âgé de 67 ans, devient pape le 31 mars 1829, après le décès de ce dernier. Il prend le nom de Pie VIII à son couronnement le 5 avril 1829. Chateaubriand, alors ambassadeur de France, évoque longuement ce conclave dans les Mémoires d'outre-tombe, et Stendhal relate son élection dans ses chroniques de Promenades dans Rome.

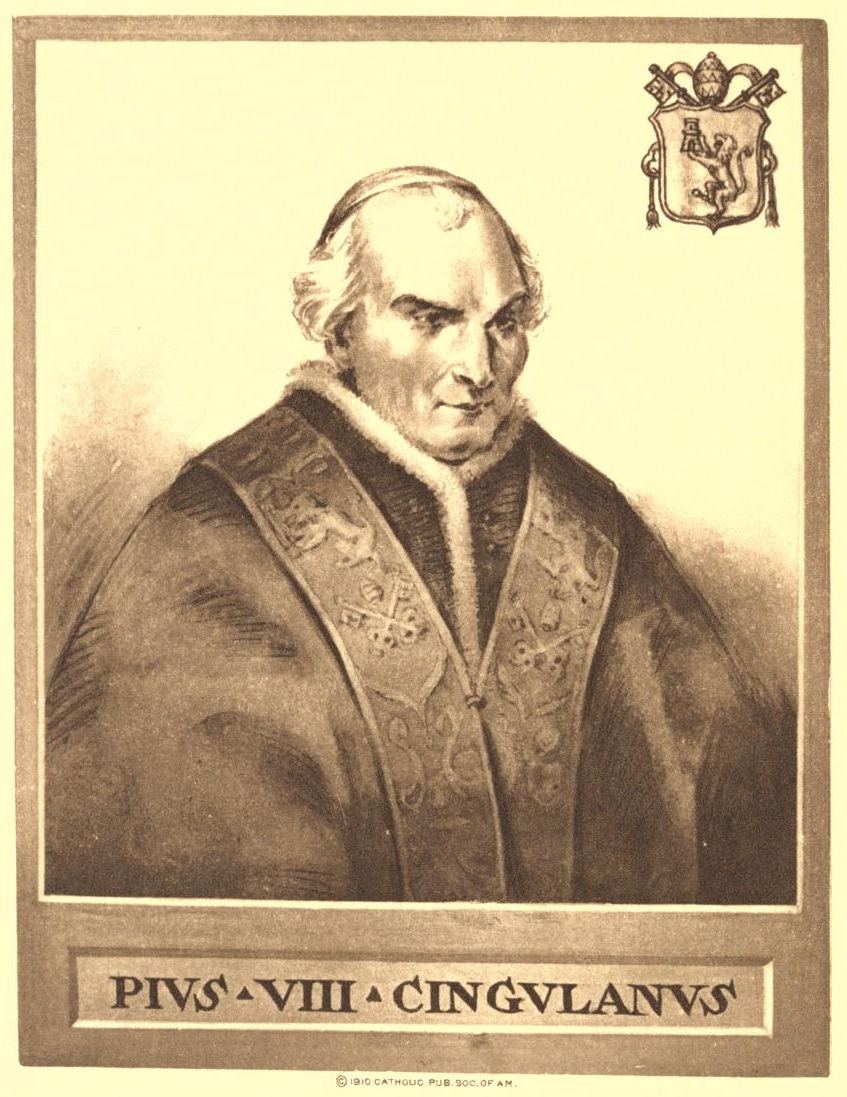
Illustration de Pie.

Le 24 mai 1829, il publie l'encyclique Traditi humilitati, qui annonce le programme de son pontificat.
Celle-ci est complétée le 25 mars 1830 par la bulle pontificale Litteris altero, dans laquelle il condamne les sociétés secrètes. Le pape y précise également que lors de la cérémonie du mariage, la bénédiction de l'Église ne sera donnée qu’en ayant connaissance d’une promesse effectuée au préalable par les futurs époux d'élever leurs enfants dans la religion catholique. Dans les mois qui suivent, ce nouveau point de règlement ecclésiastique devient une source de conflit dans le royaume de Prusse, protestant, entre les évêques et le gouvernement.
Dans le bref apostolique du 15 mai 1829, Pie VIII crée le diocèse de Mobile, qui couvre alors l'Alabama et la Floride. Le 11 août, il crée le diocèse de Charlottetown en le séparant de l'archidiocèse de Québec. Le 4 septembre, dans un troisième bref apostolique, Pie VIII sépare le Cap-Breton de l’archidiocèse de Québec en l'incorporant à celui du vicaire apostolique de la Nouvelle-Écosse.

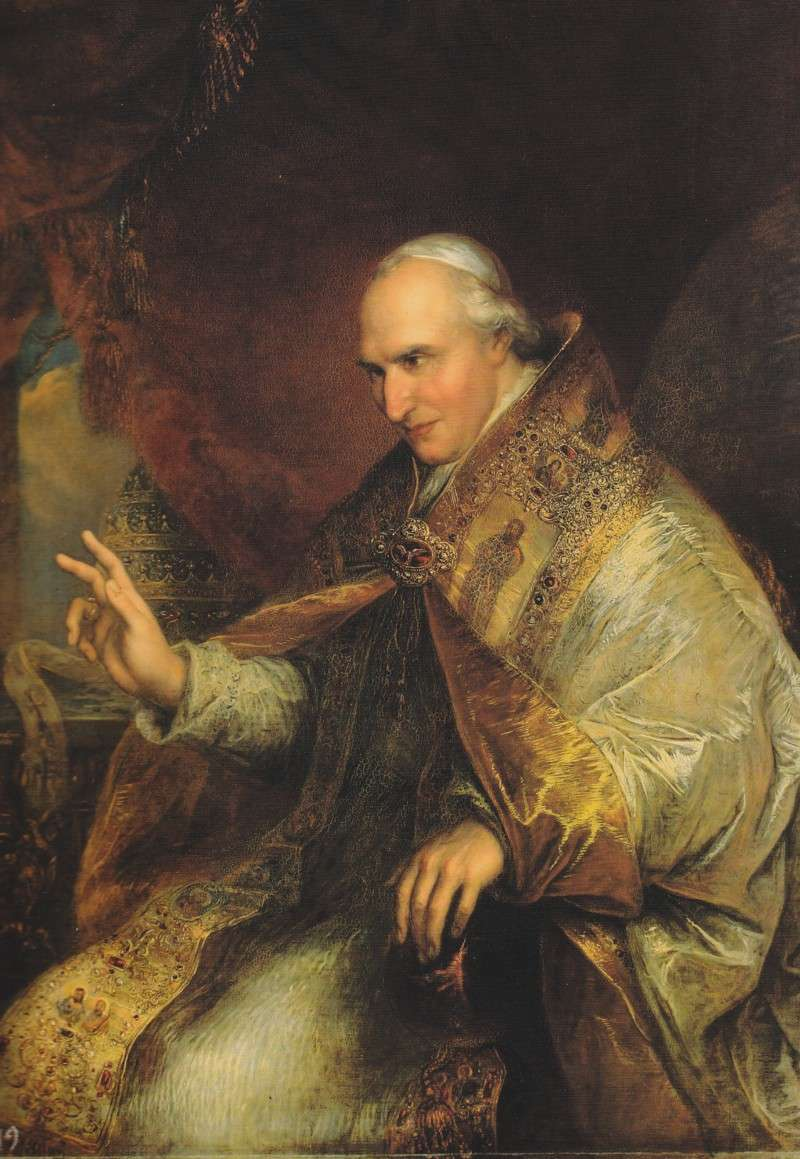
Portrait du pape Pie, par Ferdinando Cavalleri (1829).

Comme son prédécesseur Léon XII, Pie VIII condamne le libéralisme car cette idéologie conçoit la liberté comme le droit de faire tout ce qu'on veut, et la voit comme le fondement de toute action. Or cette vision s'oppose à la doctrine catholique selon laquelle le fondement de toute action doit être la recherche de ce qui est juste. La liberté, si elle est aussi conçue comme l'expression du libre arbitre, ne peut se concevoir dans l'exercice de n'importe quelle volonté de l'Homme mais seulement dans l'exercice du Bien.
Il doit également faire face à l'agitation européenne qui prépare les révolutions de 1830 : 
- ce sont tout d'abord les troubles de Pologne et de Belgique ;
- dans les États pontificaux, il doit faire face aux tentatives d'insurrection engagées par les carbonari ;
- en France, Charles X, remplacé par Louis-Philippe d'Orléans : en dépit du libéralisme du nouveau gouvernement, Pie VIII préconise aux Français de se rallier au nouveau souverain ;
- au Royaume-Uni, il encourage les catholiques à profiter de leur émancipation (Roman Catholic Relief Act) en participant à la vie politique.

De santé fragile tout au long de son pontificat, Pie VIII meurt dans le palais du Quirinal, à Rome, le 30 novembre 1830, à l'âge de 69 ans.

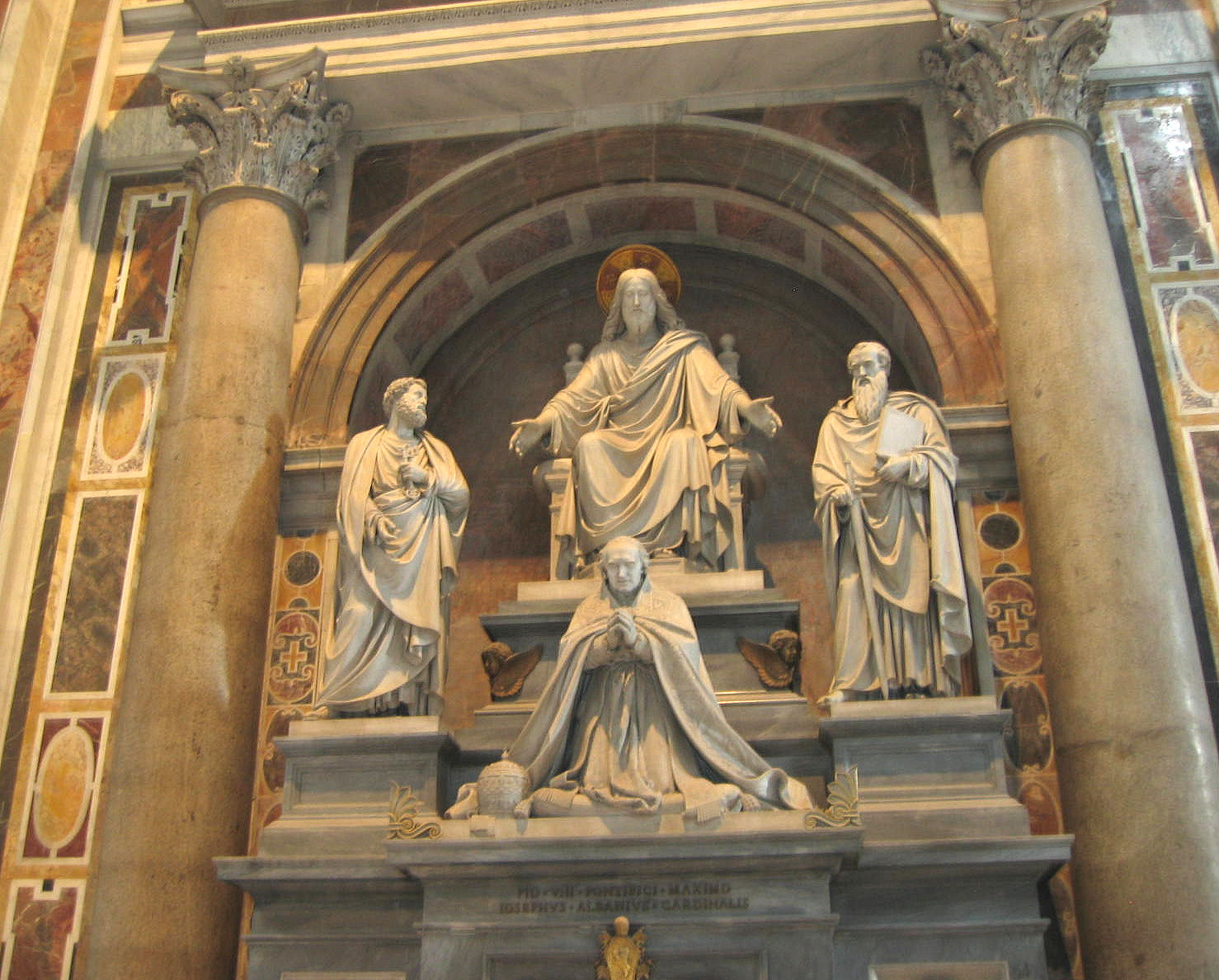
Tombeau du pape Pie par le sculpteur Tenerani (1853-1866), Saint-Pierre de Rome.

## Apparitions mariales

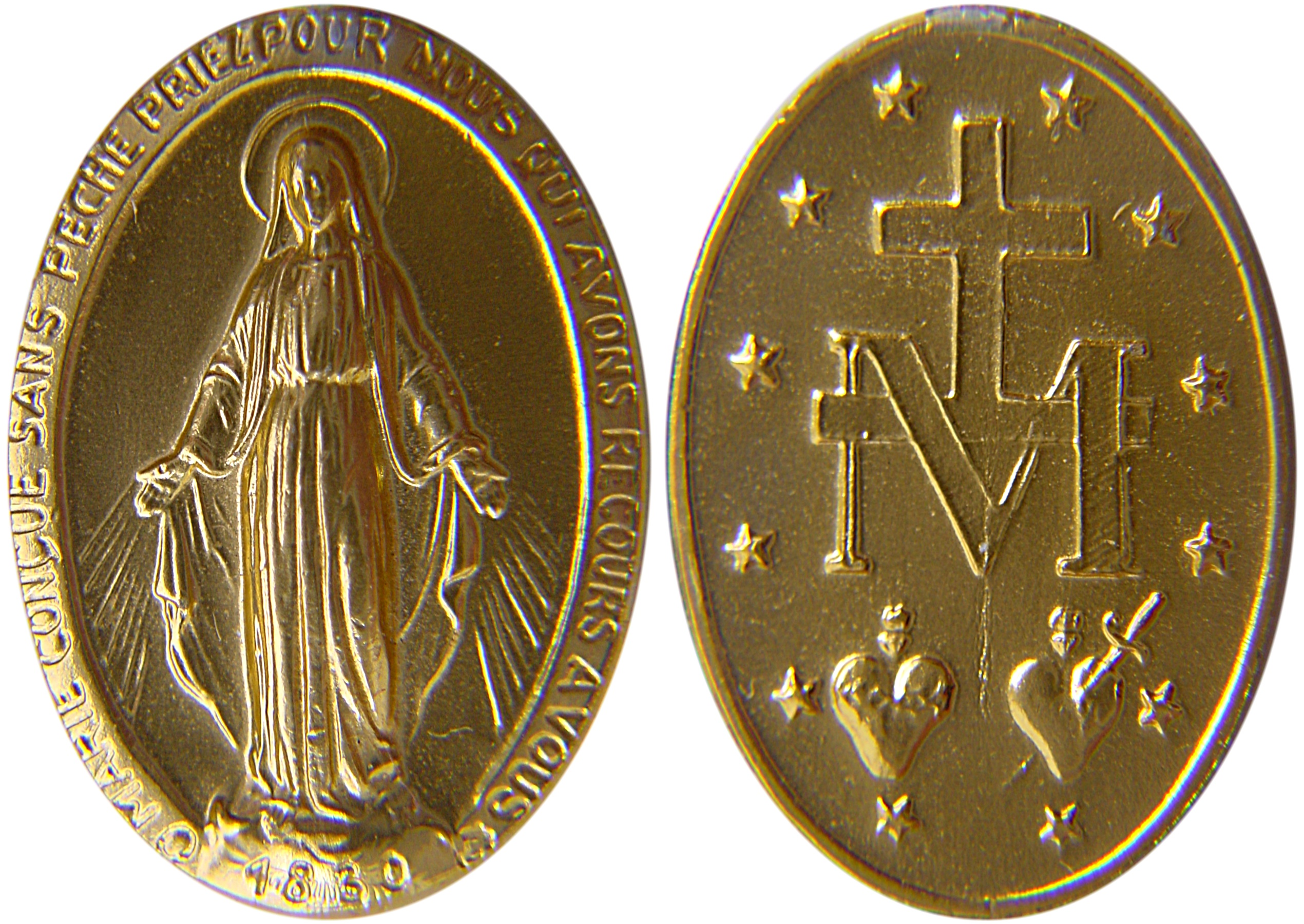
La Médaille miraculeuse, promue par Catherine Labouré, à l'origine de la conversion d'Alphonse Ratisbonne.

Sous son pontificat, la Vierge Marie serait apparue le 18 juillet 1830 à Catherine Labouré, novice des sœurs de la Charité et propagatrice de la médaille miraculeuse.[réf. nécessaire]